# Campionati spagnoli di ski cross
I Campionati spagnoli di ski cross sono una competizione sciistica che si svolge ogni anno, generalmente nel mese di marzo o aprile. Sono organizzati dalla Federazione spagnola di sci e decretano il campione e la campionessa spagnoli di ski cross. 
La competizione era stata interrotta nel 2010 ed è stata ripristinata nel 2025.

## Albo d'oro
| Edizione | Uomini                | Donne                      |
| -------- | --------------------- | -------------------------- |
| 2007     | Jose-Jeorge Ruiz      | Rocio Delgado              |
| 2008     | Didac Battlo          | Rocio Delgado (2)          |
| 2009     | Jose-Jeorge Ruiz (2)  | Cyinthia Zaragoza          |
| 2010     | Jose-Jeorge Ruiz (3)  | Rocio Delgado (3)          |
| 2011     | Non disputati         | Non disputati              |
| 2012     | Non disputati         | Non disputati              |
| 2013     | Non disputati         | Non disputati              |
| 2014     | Non disputati         | Non disputati              |
| 2015     | Non disputati         | Non disputati              |
| 2016     | Non disputati         | Non disputati              |
| 2017     | Non disputati         | Non disputati              |
| 2018     | Non disputati         | Non disputati              |
| 2019     | Non disputati         | Non disputati              |
| 2020     | Non disputati         | Non disputati              |
| 2021     | Non disputati         | Non disputati              |
| 2022     | Non disputati         | Non disputati              |
| 2023     | Non disputati         | Non disputati              |
| 2024     | Non disputati         | Non disputati              |
| 2025     | Adria Gonzalez Copado | Daniela Gonzalez Gutierrez |